# BBC Master

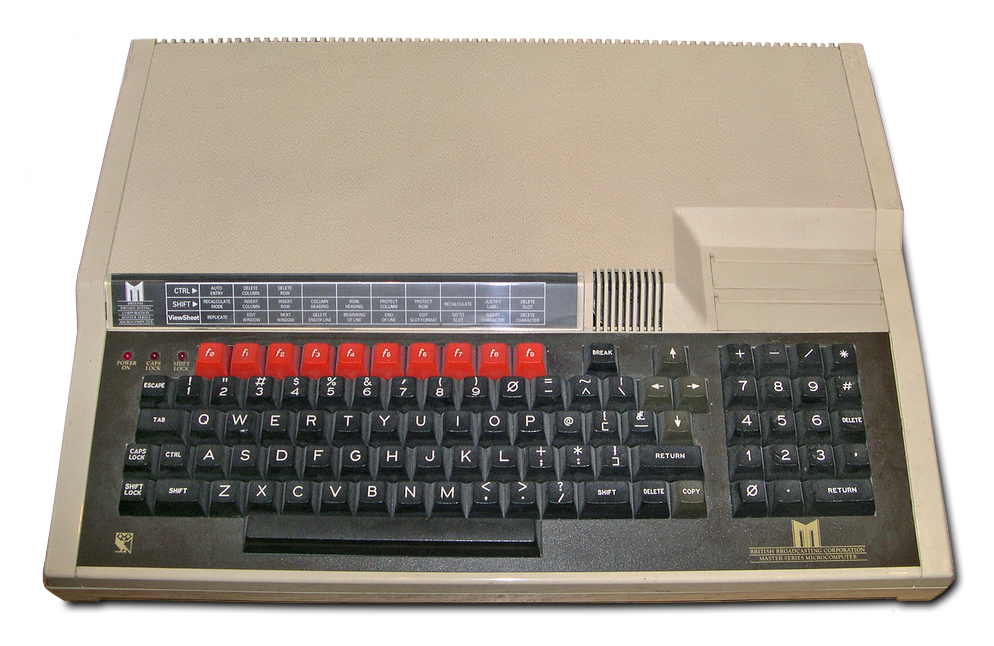
Acorn BBC Master

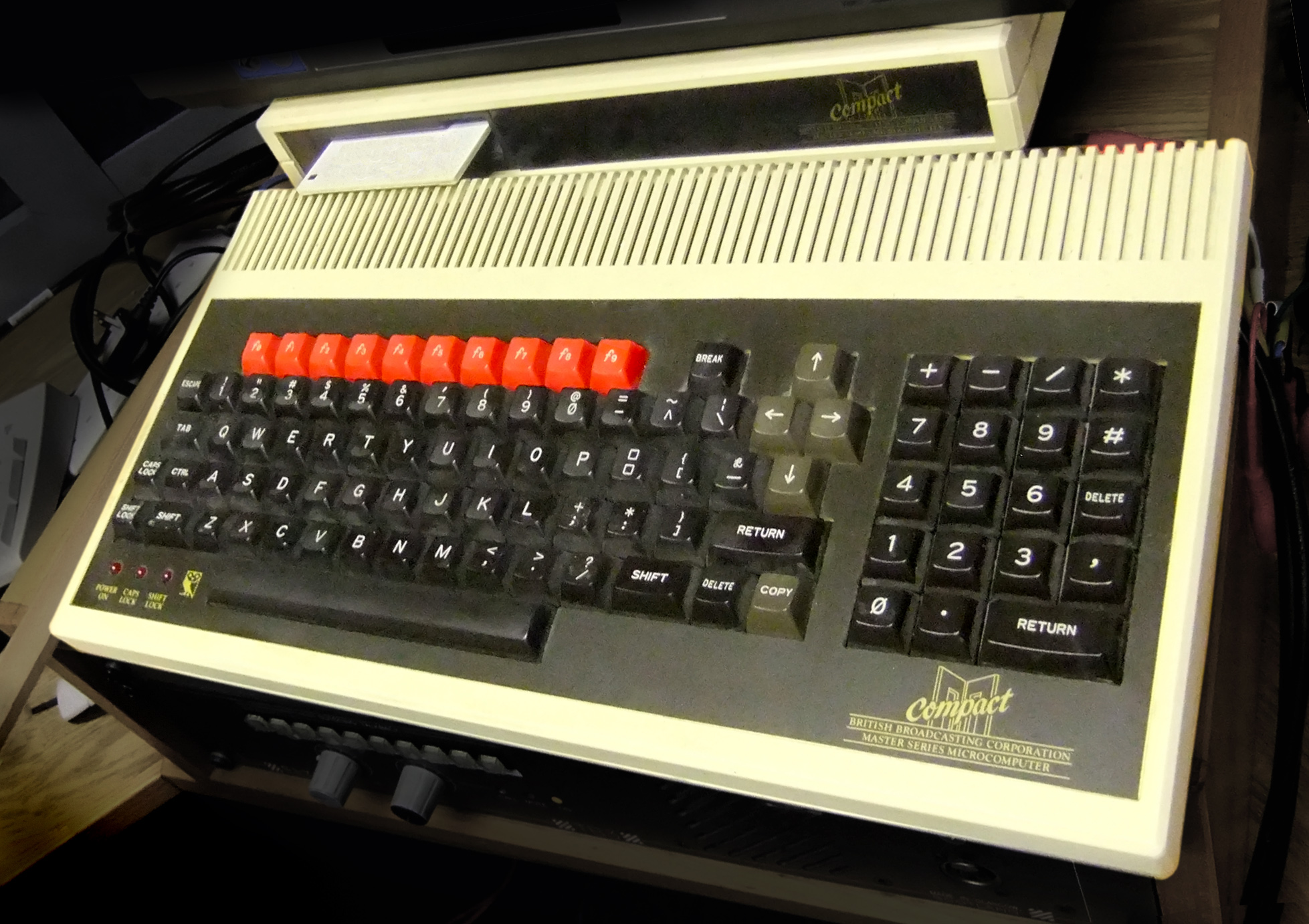
BBC Master Compact

De BBC Master is een homecomputer die werd uitgebracht door Acorn Computers Ltd in begin 1986. De computer werd ontwikkeld en gebouwd onder de auspiciën van de British Broadcasting Corporation (BBC) en was de opvolger van de BBC Micro Model B. De Master 128 bleef in productie tot 1993. Er was ook de Master 512 met een 10 MHz Intel 80186 coprocessor en 512 kB geheugen en een kleinere Master Compact.
De computer werd medio jaren 80 gebruikt voor het Domesday Project van de BBC.